# Waking Madison
Waking Madison is een Amerikaanse dramafilm uit 2010, onder regie van Katherine Brooks. Het scenario werd geschreven in 2006 en de opnamen gingen van start op 16 oktober 2007.

## Verhaal
Waking Madison vertelt het verhaal van Madison, een jongedame die lijdt aan dissociatieve identiteitsstoornis. Ze woont in New Orleans en werkt voor haar kost bij een sekslijn. Ondanks haar opmerkelijke baan, doet ze er alles aan een normaal leven te leiden.
Nadat Madison door een reeks gebeurtenissen suïcidaal en wanhopig achtergelaten wordt, sluit ze zichzelf voor 30 dagen lang op in haar appartement. Ze neemt voor zichzelf gedurende de 30 dagen op te nemen met de bedoeling een documentaire maken. Ook hoopt ze in deze periode belangrijke vragen beantwoord te krijgen. Zal dit niet gebeuren, dan zal ze zelfmoord plegen.
Met de hulp van dokter Elizabeth Barnes weet Madison langzaam haar leven weer op een rij te zetten.

## Rolverdeling
- Sarah Roemer - Madison Walker
- Elisabeth Shue - Dr. Elizabeth Barnes
- Taryn Manning - Margaret
- Imogen Poots - Alexis
- Will Patton
- Erin Kelly - Grace
- Frances Conroy